# أساطير إفريقية

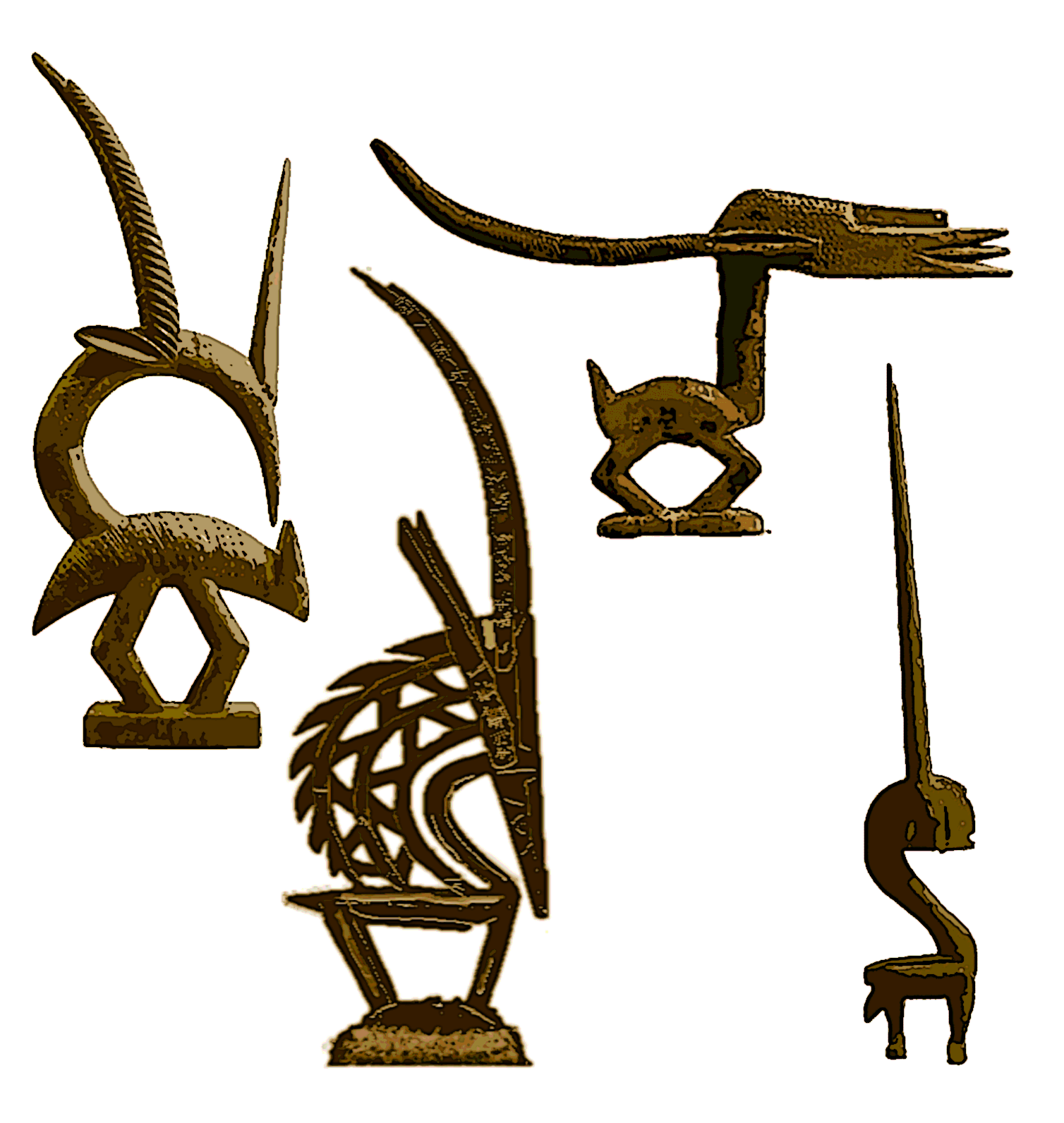
مقارنة بين أنماط رئيسية أربعة من قناع تشي ارا تشي-وارا من بامبارا من مالي.

الأساطير الإفريقية (بالإنجليزية: Legends of Africa) أو الميثولوجيا الأفريقية (بالإنجليزية: African mythology) لم تطور إفريقيا نظامًا أسطوريًا عامًا واحدًا، لأن إفريقيا نفسها ليس لها شعب واحد أو تاريخ واحد أو لغة واحدة. تتحدث الشعوب الأفريقية أكثر من 2000 لغة مختلفة. تعد إفريقيا قارة شاسعة، موطنًا للعديد من الثقافات وألف لغة أو أكثر. على الرغم من عدم وجود مجموعة واحدة من الأساطير والخرافات يوحد هذا التنوع السكاني، إلا أن الجماعات والمناطق الثقافية المختلفة تشترك في بعض العناصر الأسطورية الشائعة. مثل الأساطير من أجزاء أخرى من العالم، تعكس تلك الموجودة في أفريقيا معتقدات الناس وقيمهم. ولكن في حين أن الأساطير الخاصة بالعديد من الثقافات الأخرى لم تعد تلعب دورًا نشطًا في المعتقدات الدينية، فإن الخرافات والأساطير الأفريقية تعمل كجزء هام من الحياة اليومية. تتعامل بعض الأساطير الأفريقية مع موضوعات عالمية، مثل أصل العالم ومصير الفرد بعد الموت. ينبع الكثير منها من بيئات القارة وتاريخها. إن أساطير الشعوب الأفريقية تعطينا لمحة عن طرق حياتهم ووجهات نظرهم الكونية.
إن كل ثقافة لها أساطيرها الخاصة، والتي تم صياغتها لمساعدة الناس على فهم الظواهر التي تؤثر على حياتهم اليومية. على المستوى العالمي، هناك موضوعات ورموز مشتركة بين الأساطير المختلفة، حتى بين الحضارات التي لم يكن لها اتصال مباشر مع بعضها البعض. بعض الأساطير الأكثر شيوعًا هي الأساطير التي تتناول خلق الكون. تتعامل الأساطير الأخرى مع الأبطال والآلهة وأصول البشر، وكذلك الموت والآخرة وتغير الفصول. هناك أساطير تتعامل مع أصل الشر، والفيضانات، والشمس، والقمر، والسماء، والجحيم، وحتى تسونامي. تغطي الأساطير أيضًا القيم الإنسانية المهمة مثل البسالة والشجاعة.
هناك العديد من الحيوانات في أفريقيا، من الفهود والشمبانزي والفيلة إلى مجموعة واسعة من الطيور والأسماك. تمتلئ الميثولوجيا الأفريقية بالحيوانات التي لعبت دوراً بارزاً في الأساطير الأفريقية بسبب عيش الشعوب الإفريقية على مقربة من الحيوانات البرية التي تشترك في أراضيها. في العديد من الأساطير الأفريقية، ينسب الناس مشاعر ورغبات الإنسان إلى الحيوانات ويستمدون السلوك الأخلاقي من تصرفات الحيوانات. بعض هذه الحيوانات الشعبية تشمل الثعبان، والعنكبوت، والحرباء، والظباء. وغالبًا ما يكون الثعبان مؤلهًا، أو يُنسب إلى قوى إلهية، في الأساطير الأفريقية. إن رواة القصص الأفارقة وصانعي الأساطير قد أظهروا براعتهم وقدراتهم على الإبداع في قصص، لا تُعد ولا تُحصى، فسروا بها أصل الموت.

## أساطير الخلق الأفريقية

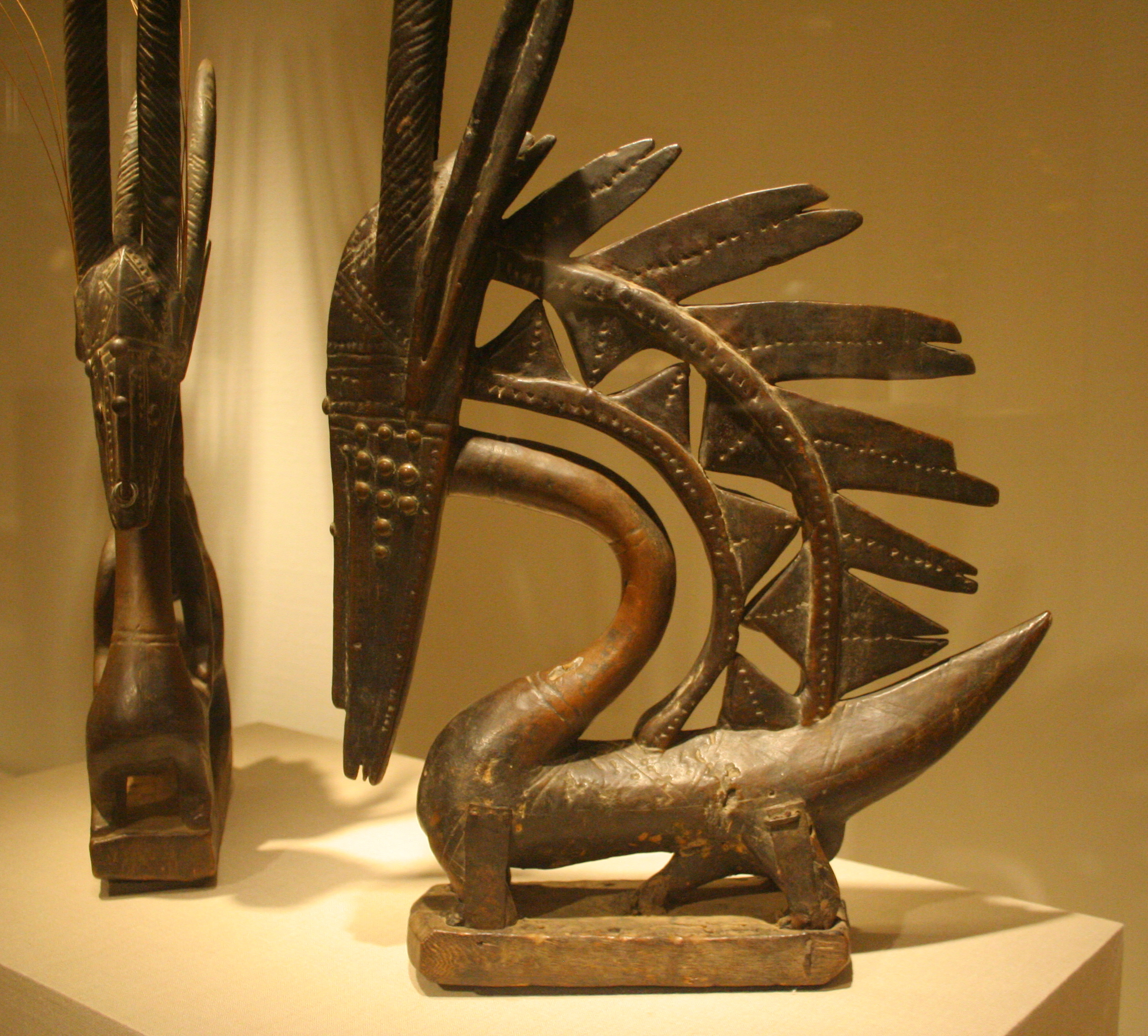
الشيوارا في معهد شيكاغو للفنون. الأنثى (يسار) والذكور أنماط عمودي.

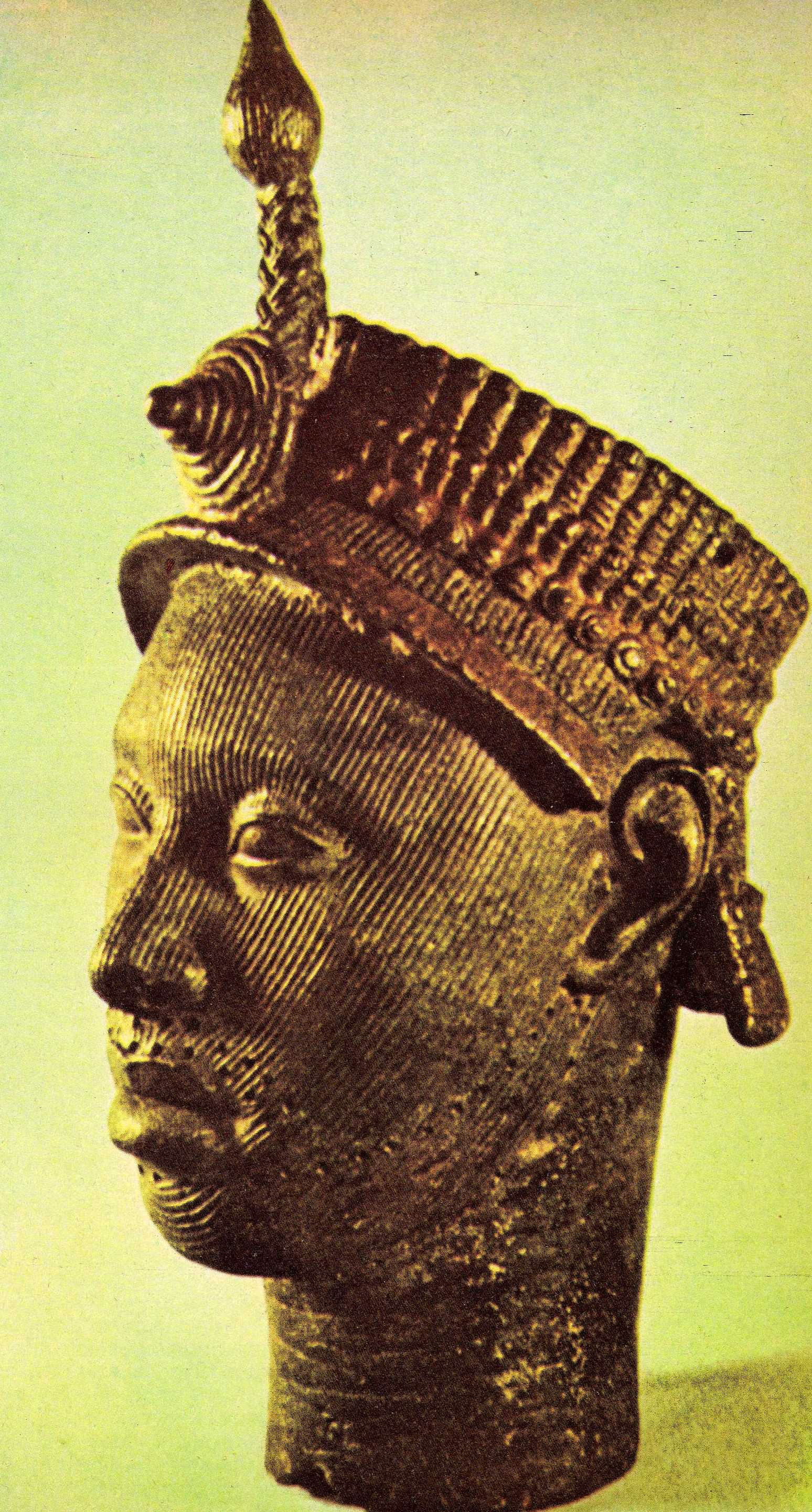
رأس ملك الجليد في المتحف البريطاني.

إن بعض الأفكار في أساطير الخلق هذه ستكون جديدة ومفاجئة للقارئ المربّى على التقاليد الإسلامية والمسيحية: ففي أسطورة الكونو-Kono  يكون الموت هو القوة الأصل في العالم ويسبق وجود الرب، وعند المالوزي- Malozi يبدو الرب فاقداً للقوة التي تمكنه من السيطرة على الإنسان. أما عند الإيجو-Ijaw  فإن الإنسان قد قرر بنفسه مصيره الخاص قبل مجيئه إلى العالم. أما الوابانكوا– Wapangwa فإنهم يمتلكون رؤية خيالية غريبة تقول بأن الأرض قد خُلقت من براز النمل، في حين يعتبر اليوروبا– Yoruba الرب مسؤولاً ومذنباً عن التشويهات التي تلحق بالإنسان. كما أنهم يفسرون وجود أكثر من آلهة متعددة بوصفها أجزاءً مكونة للوجود الإلهي المفرد.
وجود هذه الأفكار تثير الانتباه لأنها تُلقي الضوء على علاقة الإنسان بالرب وعلى محاولاته للتوصل إلى نوع من التفاهم مع القوى الخارقة للطبيعة التي لا يمكن تجنبها. وبالرغم مما سبق فإن الأساطير الأفريقية تلك تتضمن الكثير من الأفكار المألوفة والمشابهة لتلك التي وردت في التراث الشرقي حيث يؤمن اليوروبا- Yoruba بأن الماء خُلق قبل اليابسة، ويؤمن الفانك- Fang بأن هناك خليقة أصلية قد لُعنت ودُمرت ليس بالماء ولكن بالنار. كما أنهم يؤمنون بوجودٍ منحدر من النعمة الإلهية، وهو– أي ذلك الوجود– يقوم كخصم للرب. إن عدداً هائلاً من الأساطير الأفريقية تتبنى وتنشئ الفكرة القائلة بأن الإنسان كان في الأصل يعيش في انسجام هو أقرب إلى الرب (مثل قصة البيني– Bini حول (السماء المنبسطة قريباً من الأرض)، وبسبب من خطأ الإنسان نفسه فإن تلك العلاقة الحميمة آلت إلى الخراب.
أما المالوزي- Malozi فلديهم قصة تذكرنا بقصة برج بابل– حيث يحاول رجل أن يصل إلى الرب بواسطة بناء برج عال في السماء. أما دافع الفاكهة المحرمة فيظهر بين الايف – Efe. وكثير من الشعوب تصف الرب وهو يخلق الإنسان من طين. وتتضمن أسطورة الاوباتالا–Obatala  لليوروبا بوضوح فكرة الخلاص من خلال المعاناة، كما ويمتلك الوايانكوا من تانجنيكا مفهوماً عالي التعقيد والتجريد بأن الكلمة كانت هي القوة الأولية الباعثة على الخلق.
وفي بعض الحالات يبدو التشابه بين تلك الأساطير والميثولوجيا التوراتية مثيراً للدهشة إلى الحد الذي قد يدفع المرء إلى التشكيك بوجود تأثير للإرساليات والبعثات التبشيرية. بيد أن جامعي هذه القصص تمكنوا من نفي مثل هذا الاحتمال. وبالتأكيد فإن الاتصال الثقافي مع الشرق الأدنى كان موجوداً في الأزمان القديمة وكان يمكن للقصص والأساطير حينذاك أن تُنقل بسهولة. ولكن الأهم من التأثيرات أو الاستعارات، كما نعتقد، هو الحقيقة القائلة بأن أفكاراً متشابهة تخطر في أذهان البشر في أماكن مختلفة وأزمان مختلفة، وبمعزل كل منهم عن الآخر. فقصة الفيضان أو الطوفان مثلاً موجودة عند الأسكيمو، ليبدو التأثير الشرقي المباشر على تلك المنطقة وكأنه مسألة لا تقبل الجدل. ثم أن ازتيك المكسيك بنوا إهرامات بالرغم من أنهم لا يمكن أن يكونوا على اتصال بمصر.

## الأساطير

### كيف خُلق العالم من قطرة حليب

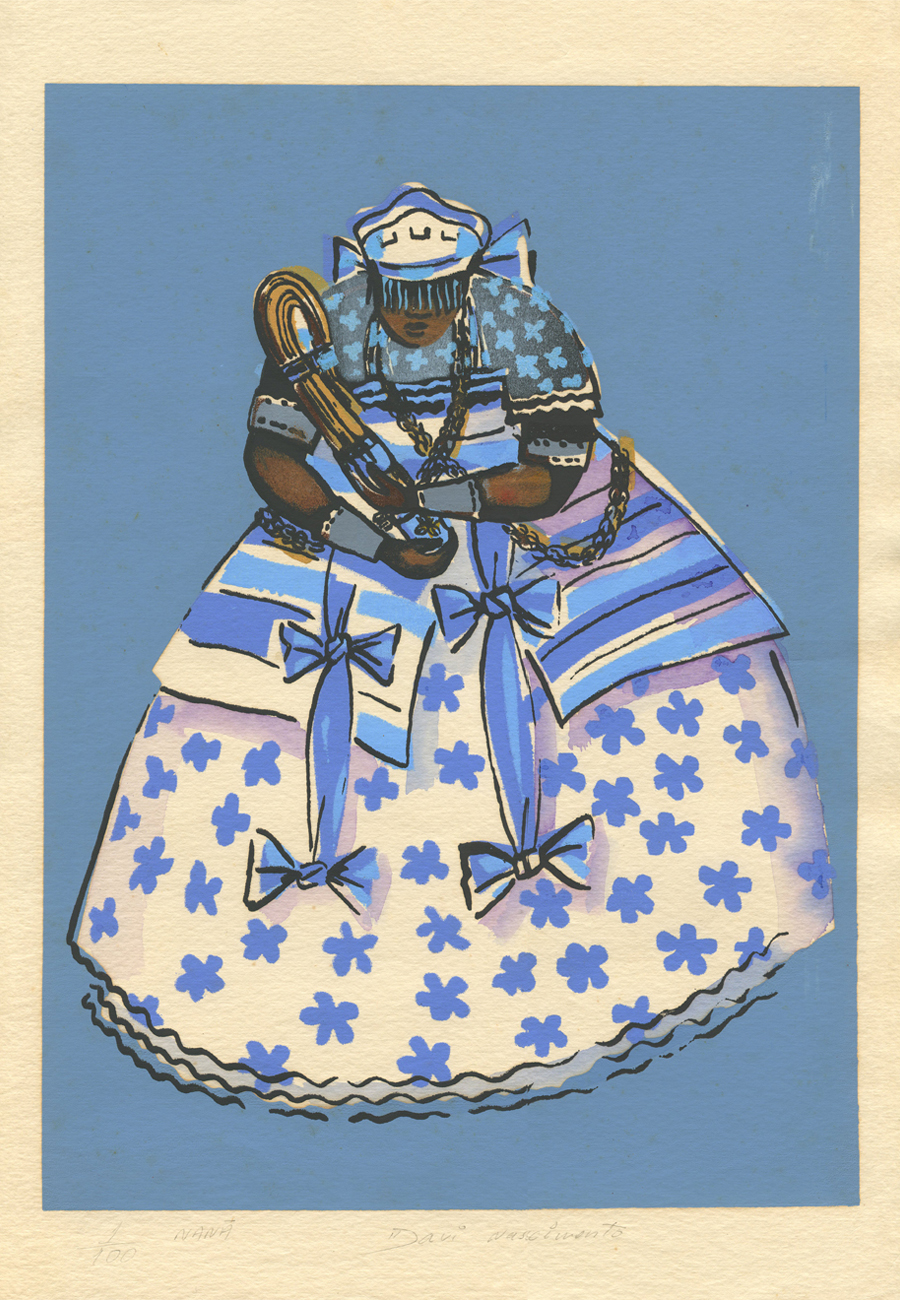
نانا هي الأنثى الموجود الأعلى في الديانة التقليدية لغرب إفريقيا لشعب الفون.

في البدء كانت هناك قطرة هائلة من الحليب ثم جاء دونداري- Doondari وخلق الحجر والحجارة خلقت الحديد، والحديد خلق النار، والنار خلقت الماء، وخلق الماء الهواء، ثم عاد دونداري وهبط للمرة الثانية. وجمع العناصر الخمسة تلك وشكلها بهيئة إنسان. ولكن الإنسان تكبّر.فخلق دونداري العمى. فغلب العمى الإنسان. ولكن العمى تكبّر هو الآخر.. فخلق دونداري النوم فغلب العمى. ولكن النوم تفاخر وتكبر هو الآخر.. فخلق دونداري القلق، فغلب القلق النوم. ولكن القلق تكبر جداً هو الآخـر... فخلف دونداري الموت.فغلب الموت القلق، ولكم عندما تكبّر الموت هو كذلك. هبط دونداري للمرة الثالثة وأصبح كيونو الخالد. وغلب كيونو الموت. (من مالي)

### الموت والخلق
في البدء لم يكن هناك من شيء سوى العدم، وفي ظلمة العالم الكالحة عاش سا – SA «الموت» مع زوجته وابنته الوحيدة. ولكي يوفر له مكانا ما يعيش فيه فقد خلق (سا) بحراً هائلاً من الطين بوسائط من السحر.
وفي أحد الأيام ظهر التنكانا- Alatangana الإله، وزار (سا) في مقامة القذر فأشمئز وروع من هول الحالة التي رآها. ولقد عنف «سا» بشده قائلاً له بأن قد خلق مكاناً غير مأهول وغير ذي زرع، وبدون مخلوقات وبدون ضياء ولكي يعالج الأخطاء شرع التنكانا أولاً إلى تجميد تلك الأوساخ خالقاً بذلك الأرض، ولكن تلك الأرض لا زالت تبدو عقيمة وحزينة لذلك خلق الحيوان والنبات من كل نوع. أما «سا» الذي اقتنع بتلك التحسينات التي حصلت لمكان اقامته فلقد عقد مع التنكانا صداقة حميمة واكرمه بضيافة ممتازة.
بعد زمن، سأل التنكانا، والذي كان أعزب، سأل مضيفه يد ابنته الوحيدة، ولكن الأب تحجج وتعذر، وفي النهاية رفض بصراحة أن يلبي الطلب. الشيء الذي دفع بالتنكانا إلى ان يعقد اتفاقاً سرياً مع الفتاة ويتزوجها بالخفية ولكي ينجوا من غضب «سا» فلقد هربا إلى زاوية بعيده جداً من الأرض. وهناك عاشا بسعادة وخلفا أطفالاً كثيرين: سبع بنات وسبع أولاد – أربعة صبيان وصبيات بيض اللون وثلاثة صبيان وصبيات سود اللون ومما ادهش الوالدين أن أولئك الأطفال كانوا يتحدثون فيما بينهم بلغة غريبة لم يفهمها الأبوان. ولقد انزعج التنكانا من هذا الأمر وقرر أن يذهب إلى «سا» ويشاوره فيه وبدون أي تأخير شرع في رحلته التي عزم عليها. ولقد استقبله حماه ببرود وقال:
- نعم، هو أنا الذي عاقبتكم جراء إساءتكم لي ولن يتسنى لكما قط أن تفهما ما يقوله أولادكما. ولكني سأعطي البيض من أولادكم الفطنة والورقة والحبر كيما يدونوا أفكارهم بهما. وأعطي السود منهم المعزقة والفأس وذلك كيما يطعموا أنفسهم وينتجوا كل ما يحتاجونه بايديهم.

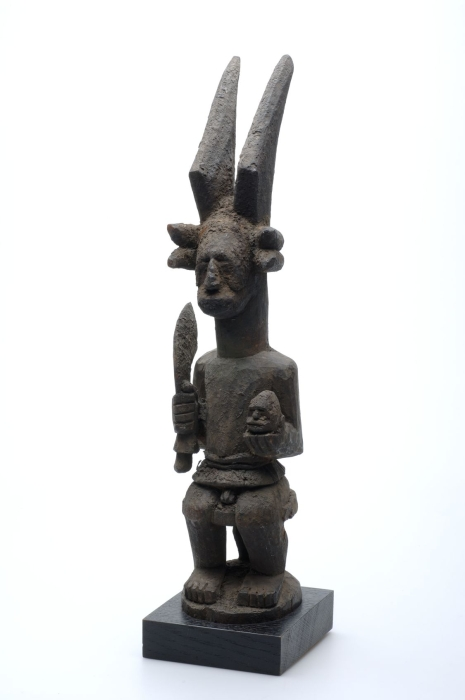
المحارب Ikenga

كما أوصى «سا» التنكانا بأن يتزوج البيض من أولادهم فيما بينهم وكذلك السود. ورغبة من التنكانا في إنهاء النزاع مع حماه فلقد وافق على كل شروطه. وعندما عاد إلى دياره احتفل بزيجات كل أولاده. والذين اختفوا بعد ذلك في بقاع الأرض وولدّوا العرقين الأبيض والأسود ومن ذلك السلف ولد العدد الذي لا يحصى والمعروف اليوم تحت أسماء مختلفة من الفرنسيين والإنجليز والإيطاليين والجرمان من جهة، والكونو والكوزري والمانون مالينك والتوما ياكوب من جهة أخرى. ولكن العالم الذي أصبح مأهولاً إلى هذا الحد كان لا يزال غارقاً في الظلمة. ومرة أخرى اضطر التنكانا إلى استشارة «سا». فأمر كل من «التوتو» وهو طير أحمر صغير يبكر في الصباح، والديك للذهاب والتماس نصيحة «سا». بعدما فرغ «سا» من سماع الرسولين قال لهما:
- ادخلا البيت وسأعطيكما الغناء الذي ستدعوان ضياء النهار بواسطته حتى يذهب الرجال إلى أعمالهم.
ولكن الرسولين عندما عادا غضب التنكانا ووبخهما قائلاً:
- لقد أعطيتكما المال والطعام لرحلتكما لتهملا واجبكما على هذا الشكل. الموت هو ما تستحقانه.
ولكن سرعان ما غفر التنكانا ورحم بالرسولين عندما أطلق بعد قليل «التوتو» صيحته الأولى وكذلك أرسل الديك أول أغنية له. اذ ما كاد الطائران ينتهيان من غنائهما حتى حلت المعجزة وبزغ أول نهار. فظهرت الشمس على الأفق وشرعت في مدارها السماوي وفقاً لتوجهات «سا». وبعد أن انهى الشمس رحلته ذهب لينام في مكان من جهة أخرى من العالم. لحظتها ظهرت النجوم لتعطي البشرية بعضاً من ضيائها. ومنذ ذلك اليوم تحتم على ذانك الطائرين أن يغنيا لدعوة الضياء. التوتو أولاً ومن بعده الديك.
بعد أن وهب البشر الشمس والقمر والنجوم بهذا الشكل استدعى «سا» التنكانا وقال له:
- لقد أخذت مني طفلتي الوحيدة وبالمقابل كافئتك أنا بكل خير. وآن الآن دورك في أن تقدم خدمة لي. لقد حرمتني من طفلي وعليك الآن أن تعطيني واحداً من أطفالك في أي وقت اختاره لدعوة ذلك الواحد. وسيسمع في احلامه عندما اختاره حسحسة قرع فارغ، وسيكون هذا ندائي الذي يجب أن يُطاع على الدوام.
حاساً بذنبه لم يمتلك التنكانا الا ان يوافق. وهكذا وبسبب من التنكانا الذي تمرد على العادة المتبعة والقاضية بدفع ثمن العروس، توجب على الإنسان أن يموت.

### كيف أصبح القمر أباً للعالم
خلق الرب انسانا اسماه القمر. ولقد عاش القمر بادئ ذي بدء في قعر البحر. وعندما أراد القمر أن يذهب ليعيش على الأرض حذره الرب وقال:
- سوف تندم على ذلك، إن الحياة في الأرض صعبة.

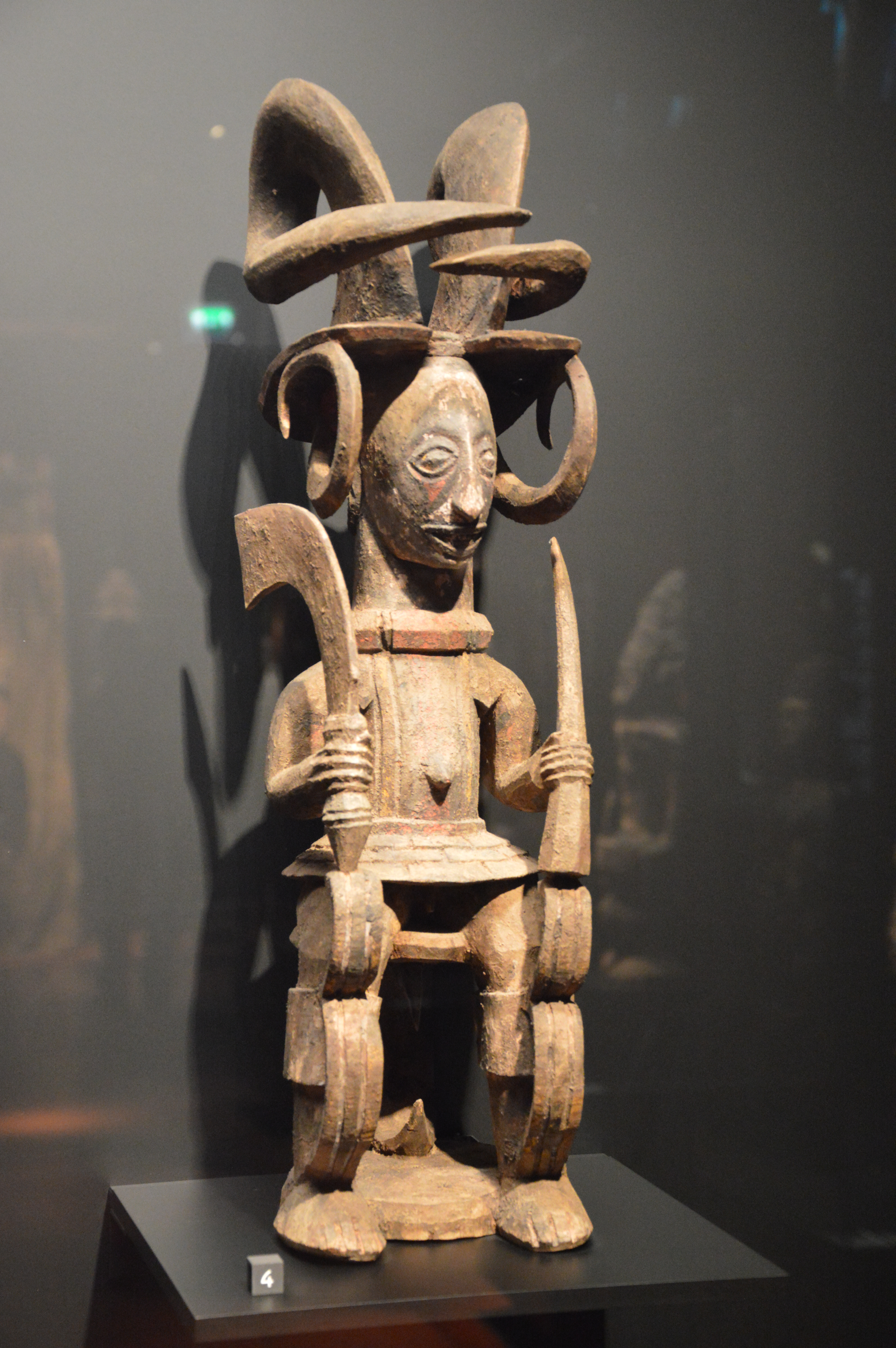
المحارب أكينغو

ومع ذلك فقد ذهب القمر إلى الأرض، لقد كانت الأرض في تلك الأيام خالية وغير مأهولة مما جعل القمر يشعر بالتعاسة وينتحب. فقال له الرب:
- لقد حذرتك ولكنك لم تسمع. ومع ذلك سأساعدك. وستكون لك زوجة وستعيش معك لمدة سنتين.
وأرسل الرب نجمة الصبح لتعيش مع القمر. وجلبت نجمة الصبح معها النار من السماء. وكانت عندما تريد أن ترقد في كوخ القمر ليلاً تشعل ناراً وتنام على أحد جوانبها فيما ينام القمر على الجانب الأخر. ولكن القمر تخّطى تلك النار خلال الليل ووطأ نجمة الصبح.
في الصباح التالي لاحظ أن جسد نجمة الصبح قد انتفخ، وبعد فترة ولدت أشجاراً وحشائش وجميع أنواع النباتات إلى أن أصبح العالم برمته أخضراً. وأخذت تلك الأشجار تنمو وظلت تنمو إلى أن لمست السماء. وإذاك بدأ مطر السماء بالهطول. وعاش القمر ونجمة الصبح حياة رغداء وهما يتغذيان على البذور والجذور. ولكن بعد أن انقضت السنتان استدعى الرب نجمة الصبح وارسلها لكي تعيش في السماء. وبكى القمر لثمانية أيام فاعطاه الرب زوجة ثانية وقال ستعيش معك لسنتين. ولكن يتحتم عليك أن تموت في نهاية تلك المدة.
وذهبت نجمة المساء وعاشت مع القمر لمدة سنتين وفي اليوم الذي تلا الليلة التي نام فيها القمر معها، انتفخت بطن نجمة المساء ثم ولدت بعد فترة الماعز والخراف والبقر. وفي اليوم التالي ولدت الغزلان والطيور أما في اليوم الثالث فلقد ولدت الصبيان والبنات. وفي اليوم الرابع أرد القمر أن ينام مع نجمة المساء ولكن الرب قال:
- لا تفعل ذلك فلقد اقترب الوقت الذي توجب فيه موتك.
ولكن القمر عصى ونام مرة أخرى مع نجمة المساء. وفي الصباح التالي انتفخت بطنها فأنجبت الأسود والفهود والثعابين والعقارب. فقال الرب:
- لقد حذرتك فلم تسمع.
ورأى القمر أن بناته جميلات فوطأهن كذلك فحملن منه أطفالاً آخرين وأصبح هو ملكاً لعالم كبير جداً. ولكن نجمة المساء شعرت بالغيرة من بناتها فأرسلت ثعباناً ليلدغ القمر. وهكذا فعلت وتمرض القمر مرضاً شديداً وانقطع المطر عن الهطول وجفت الأنهار والبحيرات وماتت النباتات وحلت المجاعة. وتشاور الأولاد فيما بينهم عن كيفية إعادة المطر وقالوا:
- إنها غلطة القمر.
فشنقوا القمر ورموه في المحيط ونصبوا رجلاً آخر ملكاً عليهم. ولكن القمر قام من البحر وصار منذ ذلك اليوم يلاحق زوجته الأولى التي عاش معها بسعادة نجمة الصباح. (من روديسيا  – Wakaranga Story).

## الأدب الشفاهي والرواية والأساطير

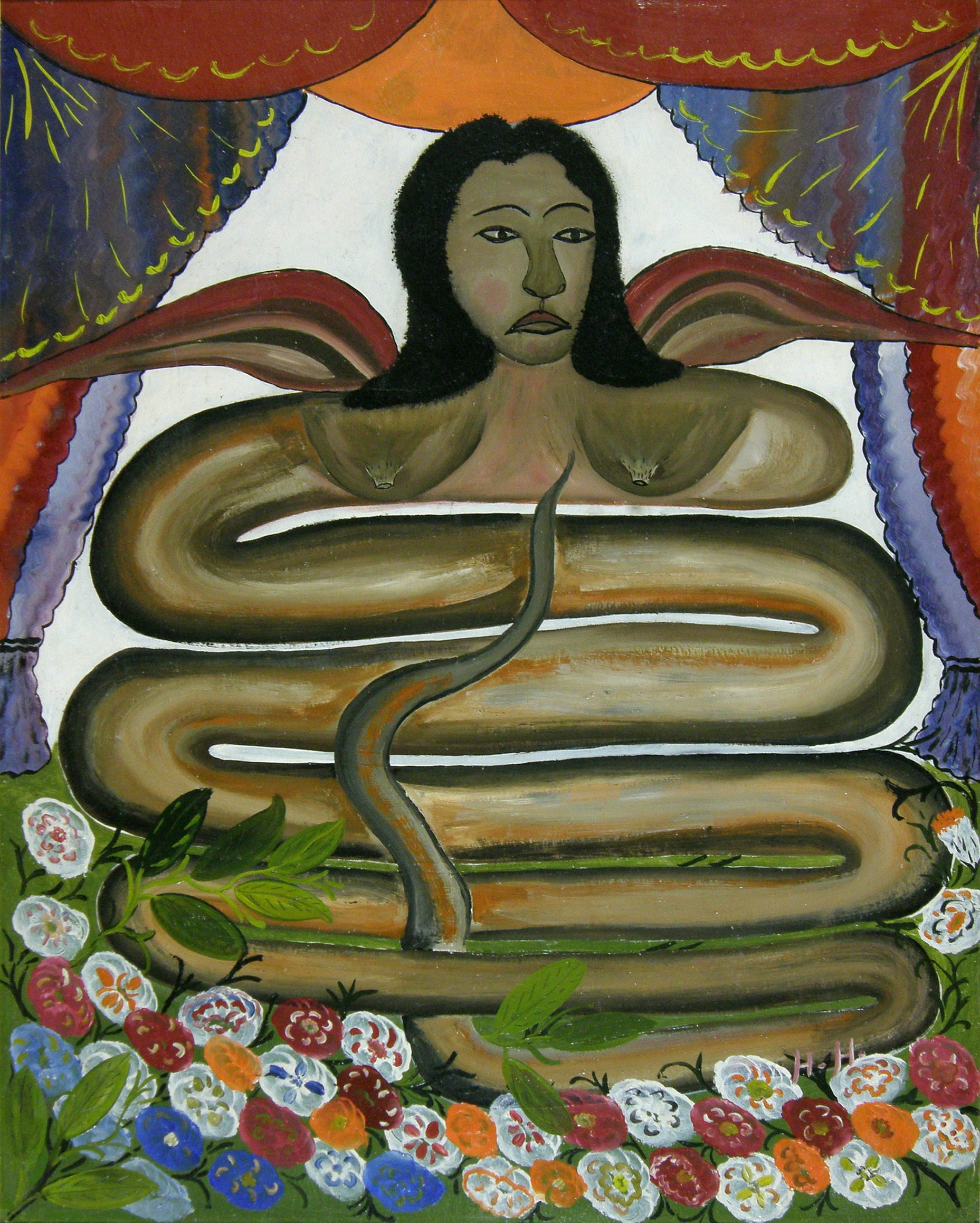
دامبالا زوج عايدة ويدو للفنان الهايتي هيكتور هيبوليت.

انتشر التراث الشفوي الأفريقي في العالم الجديد مع تجارة العبيد، ويشمل هذا التراث أنماطا شعرية وقصصية غنية ومتنوعة لمعظم القبائل الأفريقية. وتعد الأساطير وقصص الخلق من أغناها وأكثرها تنوعا وخيالا. فشعب الكونغو مثلا يعتقد بأن القوة الحقيقية في العالم مبعثها الموت الموجود قبل الإله. أما شعب زامبيا فيعتقد أن الإله يتراجع يائسا أمام قوة الإنسان، ويؤمن شعب إيجو Igo في دلتا النيجر أن الآلهة الخالقة تسمح للإنسان باختيار مصيره قبل أن يولد. ولدى شعب بانجو في تنزانيا رؤية خيالية خاصة عن الخلق، إذ يعتقدون أن العالم مخلوق خرج من بطون النمل، ويذهب الرعاة من شعب مالي إلى أن أصل الخليقة هو نقطة الحليب المقدسة، وأكثر قصص الخلق عند شعوب أفريقية تلك التي تتحدث عن خلق العالم في سبعة أيام، كما يعتقد شعب دوغون الذي يعيش في المنطقة التي تعرف اليوم باسم جمهورية مالي.
وتتفق معظم الأساطير الأفريقية على أن الإله قد وافق في البداية على منح الإنسان حياة أبدية، إلا أن رسالته قد حرفت بسبب التدليس والغباء.. وثمة مئات من الأساطير حول هذه الرسالة المحرفة في أنحاء القارة السوداء. وقد ظهرت أول محاولة أوربية هامة لجمع ألوان هذا الأدب في ألمانيا عام 1896، أعدها المستفرق الألماني (أوجست سیدل) في صورة منتخب من الأدب الشفوی بعنوان (قصص الأفريقيين وحكاياتهم). كتب سیدل مقدمة اضافية لمنتخبه هذا دعا فيها القارئ إلى رؤية الأفريقي المتوحش - على حد قوله - ومتخيله وهو يفكر ويشعر ويتخيل وينظم الشعر مثل باقي البشر. ثم جاء أيضا مواطنه المستفرق (لیو فروبنيوس) فنشر منتخبا جديدا من الحكايات والقصص بعنوان «الديكاميرون السوداء» وهو عنوان مستوحى من كتاب الإيطالي جيوفاني بوكاشيو صاحب کتاب (الديكاميرون) أو (الليالي العشر). وتلاه بعد ذلك زميله (ماینهوف) بكتاب (حکایات خيالية أفريقية) نشر عام 1921. ثم أعاد فروبنيوس الكرة مرة أخرى فبدأ في نشر منتخبه الضخم «أطلانطيس» (القاهرة المفقودة) الذي ظهر في اثني عشر جزءا واحتوى على أربعة آلاف ومائة ثمانية وعشرون صفحة، ضم مئات القصص والأساطير والخرافات والحكايات الخيالية الأفريقية.
والرواية بطبيعتها أسست أرضا ذات اتصال واستجابة في المشهد الروائي الأفريقي، وقامت إفريقيا بتكملة الرؤية الفنية للمشهد العالمي للرواية الوافدة إليها من المستعمر وما أنجزه المترجمون في هذا المجال، بل أدمجت جماليات التقاليد الشفهية للأدب مع الرؤية والمفهوم الأوروبي؛ ليظهر ما يسمى الآن بالرواية الأفريقية الخالصة التي استثمرها الكتاب الأفارقة شكلا وموضوعا. «: ولعل من المدهش أن تأتي التجارب الأولى في كتابة الرواية من اللغات المحلية، وكانت البداية في جنوب القارة التي سيطرت عليها الاتجاهات التعليمية والأخلاقية؛ نظرا للرقابة الدينية وحركات التبشير القوية التي رافقتها في ذلك الوقت، كما نشطت بعض التجارب في نيجيريا - غرب القارة - على وجه الخصوص، كانت هذه الروايات تعج بالفانتازيا والخيال وهو ما قربها إلى قلوب الجيل التالي الباحث عن مصادر جديدة للإبداع، وهو أيضا ما لفت أنظار الغرب وقتها؛ حيث وجدوا فيها نوعا جديدا لا يهتم كثيرا بتحليل الشخصيات ولا برسم الأحداث، والصور المعقدة، كما كان هذا النوع من الكتابة مفعم بالسحر والفكاهة والحيوية».
كما ظهرت كثرة من الكتاب يحاولون الحفاظ على الأدب الشفاهی التقليدي، وبعثه، وإحياء كل تراث الشعراء الأفارقة القدامی الذين عرفوا باسم «المنشدين». ففي عام 1947 أصدر بیراجو ديوب كتابه «حكايات أمادو کومبا»، وفي عام 1958 أصدر أيضا كتاب «حكايات أمادو کومبا الجديدة». وفي عام 1953 نشر فیلی دابوسيسوكو كتابه «الحكمة السوداء» وهي مجموعة من الأمثال الشعبية، وفي عام 1955 صدر كتابه «هارامكيس» وهي مجموعة من القصائد. وفي عام 1955 نشر برنار داديه مجموعة من الحكايات الشعبية تحت أسم «الأرز الأسود» ومجموعة أخرى تحت أسم «أساطير إفريقية» عام 1957. كما فعل مثل ذلك كل من كوينوم في «ثلاثة أساطير إفريقية»، وجوليان اليبيني في «أساطير وحكايات من داهومي».

رمز آييدا ويدو وزوجها دامبالا

ويروي ديكا أكوا مجموعة من الأمثال الشعبية في كتابه «إنجيل حكمة البانتو». والكسندر أدانديه في كتابه «حكمة الأقزام» ويعود د. ت. نیانى فيكتشف ملحمة «سودياتا» من جديد. ولكن هؤلاء الكتاب لا يحاولون، فقط، مجرد إنقاذ أشكال الثقافة الشعبية وكشفها، بل هم يحاولون، بعد سرد هذه الأشكال وتصنيفها، أن يتلمسوا في الإنتاج التقليدى أسسا وعناصر للتنمية والتطوير، فيقول بیراجو دیوب «أن الشجرة لا تنمو إلا إذا ضربت بجذورها في أعمال الأرض المرضع» بل يذهب بعضهم إلى محاولة استخلاص نظام أخلاقي كامل من هذه التقاليد الشعبية، فنجد برنار داديه يلقي، في المؤتمر الثاني للكتاب والفنانين السود، محاضرة عن «الحكاية الشعبية عنصر للتضامن والعالمية». «: تقوم رؤية نجوجی واثيونجو للأدب الشفاهي على أن هذا الأدب الذي عرفته جميع المجتمعات القديمة تتمركز حكايته حول مجموعة من الأسئلة مثل لماذا وكيف ومتى واين التي تتعلق بظواهر الطبيعة. هذه الحكايات الرمزية والأساطير تمثل جميعا مخيلة قصصية، تشكل الرواية التي لا تختلف عن الأسطورة والحكاية الرمزية امتدادا لها، فهي تقدم أيضا رؤية للمجتمع قائمة على التفكر في الحياة الاجتماعية».
ويخلص الناقد إلى أن الرؤية الروائية تشابه الرؤية العلمية من حيث المنهج، لأن كليهما يلتقط المعلومات من الحياة والملاحظة الحسية، وكلاهما يضع خبرته في انساق ويقيم علاقات فيما بينها بصورة تساعدهما في إقامة روابط تجمع فيما بينها.
إن الكتابة كما خبرها نجوجي هي محاولة لفهم الذات وفهم التاريخ ولاستيعاب ما يبدو من قوی عقلانية وراء الاستعمار وما وراء الأستعمار. ولتأكيد هذه الرؤية يتحدث عن تجربته القصة القصيرة التي شكلت عاملا مساعدا له في استيعاب المواجهة مع الفوضى، إضافة إلى فهمه عن الرواية باعتبارها ممارسة تحليل واختزال تستند إلى رؤية تمتد إلى ما وراء المكان والزمان اللذين تتخلق فيهما، دون أن يغفل عن شرح علاقته بالماركسية وتأثيرها فيه، كما تجلى ذلك في تحرره من النظرة الأحادية اللواقع". من هنا نستطيع أن نعتبر أن بعض الروايات الأفريقية نابعة من هذا المصدر نفسه، فهي ترسم الواقع الأفريقي كما الأفريقي من الداخل، ومنها مثلا نجد رواية نازی بونی "غسق الأزمان القديمة" 1962، ورواية "نجاندو" 1948 لتشيبامبا، ورواية " أسطورة مبغومو مازونو" 1954 لمالونجا، ورواية "الولد الأسود" 1963 لكامارا لایی وأيضا "نظرة الملك " لكامارا لایی الصادرة عام 1954.
إن هذه الأعمال تهدف إلى أن تكون تصويرا أمينا، وإعادة للأمور إلى نصابها، وردها إلى مكانتها، في وقت واحد. فيقول كامارا لاي على سبيل المثال «: لا أريد أن أقول إلا ما رأته عينای، ولم أرو أكثر من ذلك» ويقول نازی بونی «إن هذا الكتاب تعبير عن الحياة الريفية، والدينية، والعاطفية، والحربية، الشعب يتحرك ويعمل! إن إفريقيا لن تكون إفريقيا إذا أحست العار من ماض لا بد لها أن تستقى منه العصارة، التي لا غنى لها عنها لكي تعيد بناء نفسه».